# Chiese di Trento
Le chiese di Trento sono gli edifici di culto cristiani situati entro i confini dell'odierno comune di Trento, comprendendo quindi sia il centro storico cittadino, sia i quartieri e le frazioni periferiche. 
Gli edifici sono elencati in liste suddivise per circoscrizione; includono oltre cento chiese consacrate (sebbene non tutte officiate regolarmente), a cui si aggiungono una ventina di cappelle e quasi altrettanti edifici scomparsi, sconsacrati, abbandonati o altrimenti non più attivi. Gli edifici di culto consacrati appartengono tutti alla confessione cattolica e fanno parte dell'arcidiocesi di Trento, ad eccezione della chiesa di San Marco, in concessione alla comunità ortodossa rumena.

## Circoscrizione Centro storico-Piedicastello
| Esterno                                     | Interno | Nome                                                  | Periodo storico                                      | Ubicazione | Informazioni |
| ------------------------------------------- | ------- | ----------------------------------------------------- | ---------------------------------------------------- | --- | --- |
|                                             |         | Cattedrale di San Vigilio                             | Fondata VII secolo, edificio odierno XIII-XIV secolo | Trento, piazza Duomo 46°04′00.84″N 11°07′17.4″E                                                                   | Sede dell'arcidiocesi di Trento, nonché duomo. La primigenia basilica paleocristiana venne edificata tra il VII e il VIII secolo, ampliata e ristrutturata varie volte nel corso dei secoli. Venne completamente ricostruita per volere del principe vescovo Federico Vanga a partire dal 1212, e completata solo verso il 1320; varie modifiche continuarono ad essere effettuate nei secoli successivi. È luogo di sepoltura di gran parte dei vescovi di Trento. |
|                                             |         | Chiesa di Sant'Anna                                   | Fondata XII-XIII secolo, edificio odierno XVI secolo | Trento, via degli Orbi 46°04′08.76″N 11°07′29.71″E                                                                | Costruita tra il XII e il XIII secolo, ampliata nel 1504 e nel 1786. |
|                                             |         | Chiesa dell'Annunziata, o della Santissima Annunziata | XVIII secolo                                         | Trento, via Rodolfo Belenzani 46°04′04.4″N 11°07′17.9″E                                                           | Costruita tra il 1712 e il 1715; venne danneggiata da un bombardamento nel 1944. Dal 1998 è una rettoria custodita delle suore francescane dell'Immacolata. Vi viene celebrata la messa tridentina. |
|                                             |         | Chiesa di Sant'Apollinare                             | Fondata VI-VII secolo, edificio odierno XIII secolo  | Piedicastello, piazzetta Sant'Apollinare 46°04′16.43″N 11°06′52.95″E                                              | Parrocchiale; probabilmente una chiesa sul sito (un po' più ad ovest) esisteva già dal VI-VII secolo, e venne rimaneggiata più volte; l'edificio attuale venne eretto tra il 1307 e il 1320 circa. Venne danneggiata dalle truppe di Vendôme durante l'invasione del Trentino del 1703; restaurata più volte nei secoli seguenti, venne elevata a parrocchia nel 1967. |
|                                             |         | Chiesa dei Santi Cosma e Damiano                      | Fondata XVIII secolo, edificio odierno XIX secolo    | Vela, via Santi Cosma e Damiano 46°04′54.55″N 11°06′07.8″E                                                        | Parrocchiale; una cappella privata sul luogo venne eretta dalla famiglia Sardagna nel 1759, poi divenuta pubblica nel 1794; nel 1836-1840 venne sostituita dalla chiesa odierna, elevata da curazia a parrocchia nel 1942. |
|                                             |         | Chiesa di Cristo Re                                   | XX secolo                                            | Cristo Re, piazza del Concilio 46°04′39.61″N 11°07′04.37″E                                                        | Parrocchiale; la costruzione partì nel 1941, ma il cantiere venne danneggiato da un bombardamento nel 1943 e i lavori ripresero solo nel 1948, concludendosi nel 1952. Venne poi danneggiata dall'alluvione dell'Adige del 1966. |
|                                             |         | Chiesa di San Francesco Saverio                       | Fondata XVII secolo, edificio odierno XVIII secolo   | Trento, via Roma, 57 46°04′11.56″N 11°07′16.03″E                                                                  | Eretta tra il 1649 e il 1653 come parte del collegio dei Gesuiti; ricostruita tra il 1708 e il 1711. |
|                                             |         | Chiesa di San Giuseppe, o del Sacro Cuore             | Citata XIII secolo, edificio odierno XVIII secolo    | Trento, piazza Santa Teresa Verzeri, 4 46°04′02.9″N 11°07′11.8″E                                                  | Una prima chiesa sul luogo, dedicata a Santa Maria Coronata, venne eretta verso il 1232 dai monaci ospedalieri, con annesso monastero; passò poi all'ordine teutonico che la riconsacrò a santa Elisabetta, quindi ai Teatini che la ridedicarono a san Gaetano. Nel 1727 il complesso passò alle orsoline, che riedificarono tutto da zero e consacrarono la chiesa, quella attuale, a San Giuseppe. Nel 1844 vi si stabilirono le figlie del Sacro Cuore di Gesù della Verzeri, e ora è parte dell'istituto scolastico paritario Sacro Cuore, che ha sede nell'ex monastero. |
|                                             |         | Chiesa di San Lorenzo                                 | Documentata IX secolo                                | Trento, via Andrea Pozzo, 2 46°04′16.2″N 11°07′08.8″E                                                             | Una prima chiesa venne eretta sul luogo tra il IX e l'XI secolo, probabilmente abbandonata e poi ricostruita a seguito del terremoto del 1117; la nuova chiesa fu a supporto di un'abbazia (non più esistente) retta dai benedettini, quindi dai domenicani; la chiesa, pesantemente danneggiata da bombardamenti del 1943-1944, è ora "tempio civico" retta dai cappuccini. |
|                                             |         | Chiesa della Madonna della Pace                       | XX secolo                                            | Campotrentino, via Antonio Detassis, 12 46°05′25.2″N 11°06′26.9″E                                                 | Parrocchiale; eretta nel 1971 per sostituire una cappella con la stessa intitolazione a memoria dei reduci della prima guerra mondiale (che, costruita nel 1918, venne abbattuta nel 1968 per far spazio all'autostrada A22). |
|                                             |         | Chiesa di San Marco                                   | Fondata XIII secolo, edificio odierno XVII secolo    | Trento, vicolo San Marco, 1 46°04′12.26″N 11°07′32.41″E                                                           | Costruita tra il 1273 e il 1283 a supporto di un convento degli eremitani di Sant'Agostino e ampliata nel 1363, poi ricostruita tra il 1641 e il 1660; sconsacrata nel 1811, venne adibita a magazzino dell'intendenza di finanza (che aveva occupato i locali del monastero). Riaperta al culto nel 1855, dal 2003 è in concessione alla comunità ortodossa. |
|                                             |         | Chiesa di Santa Margherita                            | Citata XIII secolo                                   | Trento, via della Prepositura, 35 46°04′06.3″N 11°07′06.8″E                                                       | Una chiesa sul luogo, annessa a un monastero di domenicane, è attestata dal 1240, e venne ricostruita nel 1326. Dopo un incendio nel 1727 venne ampliata e affidata ai terziari francescani secolari, quindi abbandonata e riconvertita in fienile e poi in gendarmeria. Venne acquistata da Antonio Rosmini, che la fece restaurare e riaprire al culto tra il 1831 e il 1845, ma nel 1855 fu nuovamente chiusa; venne infine riaperta nel 1897. |
|                                             |         | Chiesa di Santa Maria Maggiore                        | Fondata V-VI secolo, edificio odierno XVI secolo     | Trento, piazza Santa Maria Maggiore 46°04′07.08″N 11°07′09.78″E                                                   | Una chiesa paleocristiana sul luogo sorse già nel IV secolo; prima sede episcopale, cedette il passo alla nuova cattedrale e venne nominata chiesa cimiteriale. Tra il 1520 e il 1539 venne totalmente ricostruita per volontà di Bernardo Clesio, e ospitò gran parte delle assemblee durante la terza parte del concilio di Trento; la volta crollò per un dissesto strutturale nel 1805, e venne rifatta entro il 1809; venne poi colpita da varie bombe durante la seconda guerra mondiale. Fu elevata al rango di basilica minore nel 1973.                               |
|                                             |         | Chiesa di San Martino                                 | Fondata XII secolo, edificio odierno XX secolo       | Trento, via Brennero 46°04′34.46″N 11°07′28.7″E                                                                   | Parrocchiale; una chiesa, con annesso ospizio, è citata nel 1191; venne ricostruita tra il 1740 e il 1750 in stile barocco, ma andò quasi totalmente distrutta da un bombardamento durante la seconda guerra mondiale. L'edificio odierno sorse tra il 1952 e il 1961, e venne elevato a parrocchia nel 1963. |
|                                             |         | Chiesa dei Santi Pietro e Paolo                       | Citata XII secolo, edificio odierno XV secolo        | Trento, piazzetta dell'Anfiteatro, 19 46°04′09.52″N 11°07′29.64″E                                                 | Parrocchiale; una chiesa nella zona, intitolata a san Pietro, è citata fin dal 1180. Venne ricostruita tra il 1473 e il 1483 per volere del principe vescovo Johannes Hinderbach, con lo scopo di promuovere il culto del Simonino di Trento (il cui corpo è stato conservato in una cappella della chiesa fino alla soppressione del culto nel 1965). L'edificio venne rimaneggiato più volte, tra cui una nel 1624 a seguito di un incendio e una nel 1848-51 quando venne realizzata la nuova facciata.                                                                     |
|                                             |         | Chiesa dei Santi Sisinio, Martirio e Alessandro       | XX secolo                                            | Solteri, via Solteri, 40 46°05′09.95″N 11°07′17.27″E                                                              | Parrocchiale; istituita per distaccamento dalla parrocchia di San Pietro, la chiesa venne eretta tra il 1958 e il 1962; venne molto danneggiata dall'alluvione dell'Adige del 1966. |
|                                             |         | Chiesa della Santissima Trinità                       | XVI secolo                                           | Trento, via Santissima Trinità, 43 46°03′59.58″N 11°07′29.75″E                                                    | Costruita per volontà di Antonio e Giovanni Battista a Prato fra il 1519 e il 1533, per un monastero di clarisse; la facciata venne rifatta tra il 1683 e il 1689 su promozione della badessa Roccabruna. Il monastero passò ai padri filippini nel 1785, poi divenne caserma militare nel 1803 e, tra il 1812 e il 1816, ospitò il ginnasio. Nel 1822 venne riaperta al culto (con una parentesi tra il 1859 e il 1861 dovuta ad una profanazione); il monastero venne demolito nel 1845. Dal 1940 la chiesa è una rettoria affidata ai padri comboniani.                     |
|                                             |         | Chiesa della Beata Vergine del Suffragio              | XVII secolo                                          | Trento, via del Suffragio 46°04′14.4″N 11°07′29.8″E                                                               | Fatta costruire dalla confraternita del Suffragio tra il 1727 e il 1729. |
| Cappelle                                    |         |                                                       |                                                      | | |
|                                             |         | Cappella dell'Esaltazione della Santa Croce           | Fondata XIX secolo, edificio odierno XX secolo       | Trento, via Brescia 133 46°04′24.2″N 11°06′12.3″E                                                                 | Privata, adiacente alla villa San Giorgio dei conti Salvotti (luogo dove sorgeva un tempo la chiesa di San Giorgio); costruita verso il 1830, venne distrutta da un bombardamento aereo il 13 maggio 1944, e quindi riedificata, su progetto dell'architetto Giovanni Leo Salvotti de Bindis, nel 1959. |
|                                             |         | Cappella dei Santi Martiri Anauniesi                  |                                                      | Trento, via Vittorio Alfieri 46°04′12.4″N 11°07′18.14″E                                                           | Cappella incorporata in palazzo Galasso, destinata al culto ecumenico sin dal 1968. Una prima venne costruita nel 1571; venne rifatta nel 1607 perché in cattive condizioni, su progetto del Bagnadore; venne restaurata nel 1834. |
|                                             |         | Cappella dei caduti                                   |                                                      | Trento, via Santi Cosma e Damiano, 71 46°04′42.6″N 11°06′12.42″E                                                  | Cappella cimiteriale, edificata nel 1919-20 su progetto dell'architetto Marco Martinuzzi, con funzione di camera mortuaria, ossario e anche memoriale per i sedici soldati della Vela caduti nella prima guerra mondiale. |
| Chiese sconsacrate, abbandonate o scomparse |         |                                                       |                                                      | | |
|                                             |         | Basilica paleocristiana del Doss Trento               | Attestata V-VI secolo                                | Doss Trento 46°04′21.31″N 11°06′43.25″E                                                                           | Dell'edificio, di cui restano solo le parti basali delle mura, non si sa pressoché nulla. Venne probabilmente eretto nel corso del V secolo e, come testimonia un frammento d'affresco, era ancora in uso nel 530-540. |
|                                             |         | Chiesa di San Benedetto                               | Documentata XII secolo                               | Trento, lungo l'odierna via Oss Mazzurana                                                                         | Documentata da dopo il 1160; nel corso dei secoli venne fortemente rimaneggiata, ribaltandone anche l'orientamento; venne parzialmente demolita nel 1830, e ciò che restava pesantemente modificato, così che non ne rimane alcuna traccia. |
|                                             |         | Cappella di San Biagio, o cappella Vantini            | XVIII secolo                                         | Trento, via delle Orne, 1 46°04′08.47″N 11°07′19.01″E                                                             | Realizzata dall'architetto Rodolfo Vantini negli anni 1830, in occasione del rinnovamento di palazzo Thun (di cui fa parte); sconsacrata almeno dai primi decenni del Novecento, è adibita a spazio per mostre temporanee ed esposizioni. |
|                                             |         | Chiesa del Carmine                                    | XVII secolo                                          | Trento, via Roma 46°04′10.85″N 11°07′12.47″E                                                                      | Venne fatta costruire dalla confraternita del Carmine tra il 1636 e il 1639, con ulteriori aggiunte durante tutto il secolo, e venne poi ricostruita nel secondo decennio del Settecento. Contratti numerosi debiti ed essendo incapace di ripagarli, la confraternita entrò in crisi verso la metà del XVIII secolo, venendo quindi soppressa nel 1811 e i suoi beni alienati al demanio. Nel 1829 venne approvata la demolizione della chiesa per permettere di ingrandire il vicino seminario; gli arredi andarono a varie altre chiese, sia a Trento, sia in altri comuni. |
|                                             |         | Chiesa di San Giorgio, o dei Santi Giorgio e Biagio   | Attestata nel 1245                                   | Trento, situata nell'odierna località San Giorgio, dietro a Piedicastello                                         | Demolita nel 1793 per ordine del principe vescovo Pietro Vigilio Thun. |
|                                             |         | Chiesa di Santa Maria Maddalena                       | XII secolo                                           | Trento, situata dove via Santa Maria Maddalena si congiunge ora con via Ferruccio Francesco 46°04′08″N 11°07′34″E | Costruita nel XII secolo, ricostruita nel 1515, soppressa nel 1808, sconsacrata e infine demolita nel 1909. |
|                                             |         | Chiesa di San Massimiliano Maria Kolbe                | XXI secolo                                           | Centochiavi, via Renato Lunelli 46°05′34.8″N 11°07′12″E                                                           | Sorta in zona commerciale entro il 2002; venne chiusa a fine 2018 per problemi strutturali e poi temporaneamente riaperta per l'accoglienza invernale dei senzatetto. Dal 2023 è stata sconsacrata ed è destinata a ospitare i nuovi uffici dell'ACI. |
|                                             |         | Cappella del Simonino                                 | XVIII secolo                                         | Trento, via del Simonino, 12 46°04′07.46″N 11°07′25.4″E                                                           | Parte di Palazzo Bortolazzi Larcher Fogazzaro, ceduta al FAI nel 2018; il culto del Simonino venne soppresso nel 1965. |
|                                             |         |                                                       | XIX secolo                                           | Trento, località Mirabel 46°04′12.39″N 11°06′30.57″E                                                              | Cappella di villa Pedrotti, costruita con tutto il complesso verso la metà dell'Ottocento; ora è sconsacrata e riconvertita ad uso abitativo. |

## Circoscrizione Argentario
| Esterno                                     | Interno | Nome                                                                                | Periodo storico                                   | Ubicazione                                                              | Informazioni |
| ------------------------------------------- | ------- | ----------------------------------------------------------------------------------- | ------------------------------------------------- | ----------------------------------------------------------------------- | --- |
|                                             |         | Chiesa dell'Addolorata                                                              | Fondata XIX secolo, edificio odierno XX secolo    | Villamontagna, via per Villamontagna 46°05′09.92″N 11°09′40.68″E        | Costruita nel 1847, al posto di un capitello eretto nel 1623; riedificata nel 1944-6. |
|                                             |         | Chiesa dell'Ausiliatrice                                                            | XIX secolo                                        | Martignano, via Don Leone Serafini 46°05′19.1″N 11°07′51.1″E            | Parrocchiale, eretta tra il 1946 e il 1950 per sostituire la precedente (la chiesa di Sant'Isidoro, troppo piccola). |
|                                             |         | Chiesa di San Donato                                                                | Citata XV secolo, edificio odierno XX secolo      | San Donà via per Cognola 46°04′21.4″N 11°08′17.7″E                      | Parrocchiale; una chiesa sul sito esisteva già nel 1445, e risultava ridotta in rovina nel XVII secolo; quella attuale è stata eretta nel 1959 ed elevata a parrocchia nel 1967. |
|                                             |         | Chiesa dei Santi Fabiano e Sebastiano                                               | XVII secolo                                       | Tavernaro, piazza Natale Tommasi 46°04′55.16″N 11°09′12.28″E            | Costruita nel 1653, ampliata nel 1740 e poi nel 1898. |
|                                             |         | Chiesa dei Santi Fabiano e Sebastiano                                               | Fondata XVI secolo, edificio odierno XVIII secolo | Villamontagna, via di San Sebastiano 46°05′06.8″N 11°09′30.5″E          | Parrocchiale; consacrata nel 1583, ricostruita nel 1785-7. |
|                                             |         | Chiesa di Sant'Isidoro                                                              | Citata XVII secolo, edificio odierno XVIII secolo | Martignano, via dei Castori 46°05′20.5″N 11°07′47.2″E                   | Citata nel 1646; cappella privata della famiglia Altenburger, che l'ampliò tra il 1760 e il 1780 e la concesse in uso al comune di Cognola nel 1856; chiusa al culto nel 1912, poi acquistata dalla comunità di Martignano ed elevata a parrocchiale dal 1938 fino al 1950 (quando venne sostituita dalla chiesa dell'Ausiliatrice); venne adibita a scuola materna nel 1954, e restaurata nel 2000. |
|                                             |         | Chiesa di San Leonardo                                                              | Citata XVII secolo                                | Montevaccino, via Corta 46°06′29.4″N 11°08′31.8″E                       | Parrocchiale. Menzionata nel 1686, elevata a parrocchia nel 1919. |
|                                             |         | Chiesa della Madonna del Divino Amore                                               | XIX secolo                                        | Cognola, località Fontanasanta 46°04′47.3″N 11°08′00.6″E                | Privata, parte del complesso di villa Fontanasanta (o villa Consolati), al quale è stata aggiunta nel 1828. |
|                                             |         | Chiesa dei Santi Vito, Modesto e Crescenzia                                         | Citata XIV secolo                                 | Cognola, via Don Alfonso Anselmi 46°04′34.4″N 11°08′29.8″E              | Parrocchiale; citata nel 1330, all'epoca dedicata solo a san Vito, l'intitolazione attuale è dal 1540; ampliata con modifiche non radicali varie volte nel corso dei secoli (1539, 1609, 1767, 1774, 1815). |
| Cappelle                                    |         |                                                                                     |                                                   |                                                                         | |
|                                             |         | Cappella del Crocifisso                                                             | XX secolo                                         | Villamontagna, via per Pila 46°05′12.26″N 11°09′47.82″E                 | Cappella cimiteriale, costruita nel 1908. |
|                                             |         | Cappella dell'Immacolata, o di San Michele e dell'Immacolata                        | XVII secolo                                       | Località Maso Bergamini, tra Zell e Maderno 46°05′05.58″N 11°08′32.84″E | Fatta costruire dal principe vescovo Carlo Emanuele Madruzzo, allora proprietario del maso, originariamente era dedicata a san Michele; l'intitolazione all'Immacolata è successiva ad una serie di restauri ottocenteschi. |
|                                             |         | Cappella di San Leonardo                                                            |                                                   | Martignano, via dell'Albera 46°05′32.61″N 11°08′03.22″E                 | Cappella di villa Taxis, già villa Mersi, di fianco a Maso Martis; il complesso venne costruito a partire dalla fine del Seicento. |
|                                             |         | Cappella della Beata Vergine del Rosario, o di Sant'Anna                            | Documentata XVIII secolo                          | Zell 46°04′54.55″N 11°08′37.52″E                                        | Inserita all'interno di Villa Bampi (già Villa Fedrigoni) nel vecchio centro di Zell, sicuramente già esistente nell'Ottocento; vi era tradizionalmente celebrata la Messa il giorno di sant'Anna, motivo per cui è nota anche con l'intitolazione alternativa a tale santa. |
| Chiese sconsacrate, abbandonate o scomparse |         |                                                                                     |                                                   |                                                                         | |
|                                             |         | Cappella della Madonna del Carmelo e di San Giovanni Nepomuceno, o cappella Migazzi | XVIII secolo                                      | Martignano, via delle Sabbionare 46°05′29.67″N 11°07′42.4″E             | Fatta costruire prima del 1745 dal conte Gasparo Migazzi de Waal e Sonnenthurn; già a fine Ottocento la cappella era chiusa al pubblico e non frequentata nemmeno dagli eredi, e in seguito venne spogliata degli arredi sacri e trasformata in stalla (l'uso per scopi "profani" è documentato già dal 1890).                                                                                       |
|                                             |         | Cappella di Maria Immacolata                                                        | XIX secolo                                        | Cognola, via Ponte Alto, 28 46°04′22.45″N 11°08′56.92″E                 | Cappella di Villa Madruzzo, costruita posteriormente al resto del complesso (che è ottocentesco); sconsacrata, è adibita a sala da pranzo. |

## Circoscrizione Bondone
| Esterno                                     | Interno | Nome                                           | Periodo storico                                 | Ubicazione                                                          | Informazioni |
| ------------------------------------------- | ------- | ---------------------------------------------- | ----------------------------------------------- | ------------------------------------------------------------------- | --- |
|                                             |         | Chiesa dell'Addolorata                         | XIX secolo                                      | Cadine 46°05′10″N 11°03′52.4″E                                      | Parrocchiale, costruita tra il 1856 e il 1860 per sostituire l'antica chiesa di Sant'Elena; l'elevazione a parrocchia è del 1942. |
|                                             |         | Chiesa di Sant'Anna                            | Citata XIII secolo, edificio odierno XIV secolo | Sopramonte, strada di Castel Pian 46°03′56″N 11°02′29.4″E           | Parte del monastero degli agostiniani citato per la prima volta nel 1234; nel 1450 passò ai benedettini, nel 1455 alla prepositura del Capitolo di San Vigilio. Dal 1840 l'intero maso passò di mano più volte, ed è ora di proprietà della ASUC. |
|                                             |         | Chiesa del Sacro Cuore di Gesù                 | Citata XIV secolo, edificio odierno XIX secolo  | Sopramonte, piazza del Sacro Cuore 46°04′21.3″N 11°03′38.3″E        | Parrocchiale; eretta nel 1842-45 per sostituire la vecchia chiesa di San Valentino; elevata a parrocchia nel 1854, e restaurata più volte nel corso degli anni.                                                                                   |
|                                             |         | Chiesa di San Leonardo                         | Citata XIII secolo                              | Vigolo Baselga, via Canonica 46°04′55.4″N 11°02′44.9″E              | Parrocchiale; citata nel 1236, ampliata nel 1726; il campanile venne completato con una merlatura alla fine del XIX secolo. |
|                                             |         | Chiesa di Santa Maria Assunta                  | Citata XIX secolo, edificio odierno XVI secolo  | Baselga del Bondone, via alla Chiesa 46°04′41.8″N 11°02′43.1″E      | Parrocchiale; menzionata come pieve nel 1183; riedificata nella prima metà del XVI secolo, poi ulteriormente rimaneggiata. |
|                                             |         | Chiesetta degli sciatori scomparsi in montagna | XX secolo                                       | Monte Bondone, Vason 46°02′22.4″N 11°03′25.8″E                      | Costruita nel 1963-66, a 1650 metri di quota, grazie al supporto di numerosi enti e benefattori. |
| Cappelle                                    |         |                                                |                                                 |                                                                     | |
|                                             |         | Cappella di Sant'Antonio di Padova             | XVII secolo                                     | Sopramonte, via del Dòssol 46°04′18.9″N 11°03′24.3″E                | Eretta nel 1661-65 per volere del principe vescovo Francesco Alberti Poja. |
|                                             |         | Cappella dell'Ausiliatrice, o di Campra        | Citata XIV secolo, edificio odierno XIX secolo  | Sopramonte, via delle Piazze 46°04′44.2″N 11°03′30.5″E              | Costruita dopo l'epidemia di colera del 1855, poi restaurata più volte. |
|                                             |         | Cappella del Crocifisso                        | XVII secolo                                     | Baselga del Bondone, via Castello 46°04′35″N 11°02′35.3″E           | Citata nel 1631. |
|                                             |         | Cappella di San Rocco                          | XIX secolo                                      | Baselga del Bondone, strada di Piazzamana 46°04′58.9″N 11°03′09.6″E | Citata forse nel 1655 (ma potrebbe essere un'altra struttura); ampliata o alternativamente edificata nel 1834. |
|                                             |         |                                                |                                                 | Cadine, via Dos di Sant'Elena 46°05′11.76″N 11°03′56.88″E           | Cappella cimiteriale |
|                                             |         |                                                |                                                 | Sopramonte, via delle Are 46°04′27.8″N 11°03′42.2″E                 | Cappella cimiteriale |
|                                             |         |                                                | XX secolo                                       | Vigolo Baselga, via dei Narònch 46°04′57.8″N 11°02′53.3″E           | Cappella cimiteriale, costruita nel 1905 |
| Chiese sconsacrate, abbandonate o scomparse |         |                                                |                                                 |                                                                     | |
|                                             |         | Chiesa di Sant'Elena                           |                                                 | Cadine, via del Dòs di Sant'Elena 46°05′11.98″N 11°03′53.53″E       | Sconsacrata e convertita in abitazione privata dopo la costruzione della nuova parrocchiale; resta in funzione il campanile |
|                                             |         | Chiesa di San Valentino                        | Citata XII secolo                               | Sopramonte, piazza del Sacro Cuore 46°04′20.4″N 11°03′37.2″E        | Citata nel 1365; sostituita dalla chiesa del Sacro Cuore, sopravvive solo il campanile. |

## Circoscrizione Gardolo
| Esterno                                     | Interno | Nome                                         | Periodo storico                                | Ubicazione                                                  | Informazioni |
| ------------------------------------------- | ------- | -------------------------------------------- | ---------------------------------------------- | ----------------------------------------------------------- | --- |
|                                             |         | Chiesa di Sant'Anna                          | Fondata XIX secolo, edificio odierno XX secolo | Roncafort 46°06′06.73″N 11°05′58.55″E                       | Il primo edificio, costruito nel 1899, venne demolito dopo neppure vent'anni, nel 1915, per esigenze militari; quello attuale è del 1924-1928. |
|                                             |         | Chiesa di San Gregorio Taumaturgo            | XVIII secolo                                   | Gardolo, strada del Dos di Lamar 46°07′27.8″N 11°06′33.77″E | Chiesa privata; una cappella sul luogo è citata nel 1749; venne ampliata nel 1969. |
|                                             |         | Chiesa di San Pio X                          | XX secolo                                      | Canova, via della Canova 46°05′56.1″N 11°06′36.3″E          | Parrocchiale; venne costruita tra il 1956 e il 1958, ed elevata a parrocchia nel 1977. Nel 1983-84 venne aggiunto alla chiesa il nuovo corpo laterale che divenne l'aula principale: la "vecchia" chiesa venne in parte convertita a cappella feriale, e in parte usata per ricavare spazi di ministero pastorale.             |
|                                             |         | Chiesa della Visitazione di Maria Santissima | XIX secolo                                     | Gardolo, piazza Libertà 46°06′29.9″N 11°06′39.3″E           | Parrocchiale, eretta tra il 1855 e il 1859 per ottemperare ad un voto fatto a seguito di un'epidemia di colera nel 1836, andò a sostituire la precedente chiesa omonima. Nel 1925 venne aggiunto il campanile. |
| Cappelle                                    |         |                                              |                                                |                                                             | |
|                                             |         | Cappella della Sacra Famiglia                | XIX secolo                                     | Spini di Gardolo, via Salisburgo 46°07′23.8″N 11°06′11.8″E  | Costruita nel 1836, a supporto di un lazzaretto con annesso cimitero sorto durante l'epidemia di colera che flagellò Gardolo in quell'anno; risultava abbandonata e degradata nel 1977, e nel 1982 venne anche danneggiata da una manovra errata di un mezzo pesante; venne quindi ristrutturata e riaperta al culto nel 1985. |
|                                             |         |                                              |                                                | Gardolo, via Giarette 46°06′23.4″N 11°06′19″E               | Cappella cimiteriale |
| Chiese sconsacrate, abbandonate o scomparse |         |                                              |                                                |                                                             | |
|                                             |         | Chiesa della Visitazione di Maria Santissima | Citata XV secolo                               | Gardolo, piazza Libertà 46°06′29.9″N 11°06′39.3″E           | Citata nel 1467 e probabilmente risalente all'inizio del XV secolo, o anche alla fine del XIV. Sostituita dalla nuova parrocchiale omonima, quindi sconsacrata e divenuta abitazione privata; resta in funzione il campanile.                                                                                                  |

## Circoscrizione Mattarello
| Esterno                                     | Interno | Nome                                          | Periodo storico                                  | Ubicazione                                                              | Informazioni |
| ------------------------------------------- | ------- | --------------------------------------------- | ------------------------------------------------ | ----------------------------------------------------------------------- | --- |
|                                             |         | Chiesa di San Leonardo                        | Citata XIV secolo, edificio odierno XVIII secolo | Mattarello, via Giulio Catoni 46°00′22.9″N 11°07′40.3″E                 | Parrocchiale; citata nel 1339, riedificata nel 1790-94, elevata a parrocchia nel 1914. |
|                                             |         | Chiesa della Mater Amabilis, o di San Vigilio | XX secolo                                        | Mattarello 46°00′20.5″N 11°07′40.8″E                                    | Costruita nel 1913 come parte dell'orfanotrofio femminile "Istituto di San Virgilio"; chiesa e istituto vennero chiusi nel 1966; nel 1983 venne ristrutturata e riaperta al culto.                                                                    |
|                                             |         | Chiesa di San Raimondo Nonnato                | XVII secolo                                      | Novaline, strada delle Novaline 46°00′50.3″N 11°08′25.8″E               | Costruita nel 1614, sita presso villa Saracini |
|                                             |         | Chiesa di San Valentino                       | Citata XVII secolo                               | Valsorda 46°00′26.97″N 11°09′23.98″E                                    | Parrocchiale. Viene citata nel 1647 come chiesa di San Rocco; nel 1726 venne cointitolata a san Valentino, che nel 1760 rimase l'unico intestatario; venne ampliata nel 1881, data a cui risale anche il campanile, ed elevata a parrocchia nel 1920. |
| Cappelle                                    |         |                                               |                                                  |                                                                         | |
|                                             |         | Cappella della Santa Croce                    |                                                  | Mattarello, via del Rio Stolzano 46°00′11.4″N 11°07′40.9″E              | Cappella cimiteriale. |
|                                             |         | Cappella della Madonna del Carmine            | XVII secolo                                      | Località Acquaviva 45°59′18.22″N 11°07′16.04″E                          | Cappella di Villa Bortolazzi (o Larcher-Fogazzaro), costruita tra il 1682 e il 1701. |
| Chiese sconsacrate, abbandonate o scomparse |         |                                               |                                                  |                                                                         | |
|                                             |         | Cappella di Sant'Andrea                       | XVIII secolo                                     | Maso Bellavista, località Laste di Mattarello 46°00′16.7″N 11°08′18.5″E | Eretta nel 1731, in origine dedicata alla Beata Vergine Maria e a san Giuseppe; ora sconsacrata, di proprietà del comune di Trento, abbandonata e in stato di forte degrado.                                                                          |

## Circoscrizione Meano
| Esterno                                     | Interno | Nome                                                                | Periodo storico                                   | Ubicazione                                                                                 | Informazioni |
| ------------------------------------------- | ------- | ------------------------------------------------------------------- | ------------------------------------------------- | ------------------------------------------------------------------------------------------ | --- |
|                                             |         | Chiesa di Sant'Anna                                                 | XX secolo                                         | Pralungo, via di Pralungo 46°07′10.4″N 11°08′37.7″E                                        | Chiesa della colonia di Pralungo, costruita nel 1950. |
|                                             |         | Chiesa di Sant'Antonio di Padova                                    | XVIII secolo                                      | Cortesano, salita agli Spiazi 46°07′26.1″N 11°08′03″E                                      | Costruita nel 1707 per volontà della famiglia Guarinoni, ampliata nel 1888 dalla popolazione locale col supporto del conte Saracini. |
|                                             |         | Chiesa dell'Immacolata                                              | XIX secolo                                        | Vigo Meano 46°07′56.7″N 11°08′02″E                                                         | Parrocchiale; eretta nel 1862-67 al posto di un preesistente capitello dedicato a san Rocco, ed elevata a parrocchia nel 1908. |
|                                             |         | Chiesa di San Lazzaro                                               | Citata XIII secolo, edificio odierno XVI secolo   | San Lazzaro, piazzetta San Lazzaro 46°08′14.2″N 11°07′05.3″E                               | Un lebbrosario intitolato ai santi Lazzaro e Giuliana esisteva nella zona già nel 1237, a cui probabilmente era annesso un luogo di culto; la prima menzione diretta della chiesa, dedicata solo a san Lazzaro, è del 1431. L'ospizio/lebbrosario venne chiuso verso la fine del XIV secolo, e nel 1431 la chiesa risultava in rovina. Venne riedificata nel 1505, ma risultava nuovamente degradata nel 1579; riparata ancora nel 1626, ma nel 1718 l'edificio risultava per l'ennesima volta in pessime condizioni. Venne così chiusa al culto nel 1751, a cui seguì immediatamente una ristrutturazione e poi altre nel corso dell'Ottocento. |
|                                             |         | Chiesa (o cappella) di San Leonardo, o dei Santi Leonardo e Antonio | XVIII secolo                                      | Masi Saracini, via dei Masi Saracini 46°06′55.1″N 11°07′41.2″E                             | |
|                                             |         | Chiesa della Madonna di Caravaggio                                  | Fondata XVIII secolo, edificio odierno XIX secolo | Gazzadina 46°07′50.2″N 11°07′39.6″E                                                        | Parrocchiale; una prima cappella venne eretta sul posto nel 1741 dalla famiglia Gottardi; nel 1856 venne eretta la nuova chiesa (di cui la cappella divenne la sagrestia fino al 1957-58, anni in cui anch'essa fu ricostruita). |
|                                             |         | Chiesa di Santa Maria Assunta                                       | Citata XIII secolo, edificio odierno XVI secolo   | Meano, piazza dell'Assunta 46°07′21.2″N 11°07′02″E                                         | Parrocchiale; citata nel 1226, e attestata come pieve più tardi nel secolo; venne notevolmente ampliata, se non riedificata, nella seconda metà del XVI secolo, e la cappella laterale del Rosario venne aggiunta nel secondo quarto del XVIII secolo. |
|                                             |         | Chiesa di Santa Maria Regina                                        | XX secolo                                         | Gardolo di Mezzo, via del Malgar 46°06′57.3″N 11°07′01.5″E                                 | Costruita fra il 1961 e il 1965. |
|                                             |         | Chiesa dei Santi Pietro e Paolo                                     | Citata XIV secolo                                 | Vigo Meano, via Santi Pietro e Paolo 46°07′42.2″N 11°08′04.5″E                             | Citata la prima volta nel 1315, tra il 1527 e il 1546 vennero aggiunti il campanile e la sagrestia. Venne rimaneggiata più volte fino al 1859, allorché fu chiusa perché pericolante. Nel 1870-73 la chiesa venne accorciata di due terzi, demolendo la parte anteriore, per destinarla a cappella cimiteriale. |
| Cappelle                                    |         |                                                                     |                                                   |                                                                                            | |
|                                             |         | Cappella della Madonna dei Prati                                    | XVIII secolo                                      | Vigo Meano, via Madonna dei Prati 46°07′57″N 11°08′06.9″E                                  | Edificata nel XVIII secolo dalla famiglia Dall'Avo, poi passata di mano varie volte; venne ampliata all'inizio del XX secolo. |
| Chiese sconsacrate, abbandonate o scomparse |         |                                                                     |                                                   |                                                                                            | |
|                                             |         | Chiesa di Sant'Elisabetta                                           | XIX secolo                                        | Camparta, via delle Case Nove 43 46°08′37.7″N 11°07′42.6″E                                 | Chiesa della villa di Paolo Oss Mazzurana, costruita nel 1891 per commemorare sua madre Maria Elisabetta, morta quell'anno. La villa andò distrutta in un incendio nel 1966, e sul terreno sorse in seguito il centro terapeutico Antidroga di Camparta; la chiesa è stata sconsacrata e ridotta ad uso profano, a servizio del centro. |
|                                             |         | Chiesetta (o cappella) di San Francesco                             | XVIII secolo                                      | Gardolo di Mezzo, via al Maso Garbini 46°06′51.3″N 11°06′59.5″E                            | In origine dedicata alle Stimmate di San Francesco; ora in stato di abbandono |
|                                             |         | Chiesa di San Martino                                               | Citata XV secolo, rovine odierne XV-XVI secolo    | Gazzadina, dosso di San Martino 46°07′52.2″N 11°07′30.8″E                                  | Una cappella sul posto esisteva all'inizio del XV secolo, ed è citata nel 1485; venne abbattuta e riedificata tra il XV e il XVI secolo; con la costruzione della chiesa della Madonna di Caravaggio a Gazzadina, la chiesa di San Martino venne progressivamente abbandonata e andò in rovina; ne resta intatto solo il campanile. |
|                                             |         | Cappella del Santo Sepolcro                                         | XVIII secolo                                      | lungo la Via Crucis Monte Croce a nord dell'abitato di Gardolo 46°06′45.25″N 11°06′39.42″E | La cappella si trova in uno stato di abbandono lungo la via Crucis che parte da Gardolo e porta al Monte Croce (o Calvario). È situata circa a metà percorso, a ridosso del muro che delimita le pertinenze di Villa Crivelli. Di fronte ad essa è presente una croce in pietra con incisa la data 1727. |

## Circoscrizione Oltrefersina
| Esterno                                     | Interno | Nome                                                                | Periodo storico   | Ubicazione                                                          | Informazioni |
| ------------------------------------------- | ------- | ------------------------------------------------------------------- | ----------------- | ------------------------------------------------------------------- | --- |
|                                             |         | Chiesa di San Bartolomeo                                            | Citata XII secolo | San Bartolomeo, via San Bartolomeo 46°03′04″N 11°08′06.8″E          | Cimiteriale; citata nel 1183, ampliata nel 1646. Venne danneggiata dal terremoto del 13 settembre 1989, quando già necessitava di riparazioni; i lavori di restauro vennero portati avanti negli anni immediatamente successivi, e poi altri tra il 2000 e il 2009. |
|                                             |         | Chiesa di San Carlo Borromeo                                        | XX secolo         | Clarina, via Gandhi, 7 46°03′05.5″N 11°07′29″E                      | Parrocchiale; costruita tra nel 1974-75 (l'elevazione a parrocchia per distaccamento da quella del Sacro Cuore di Gesù è precedente, del 1971), ristrutturata nel 2003. |
|                                             |         | Chiesa del Sacro Cuore di Gesù                                      | XX secolo         | Trento, viale Verona, 143 46°03′05.69″N 11°07′50.3″E                | Parrocchiale; costruita nel 1963, rimaneggiata nel 1987. |
|                                             |         | Chiesa di San Gaetano da Thiene                                     | XX secolo         | Madonna Bianca, via di Madonna Bianca 46°02′13.3″N 11°07′48.8″E     | Costruita nel 1929-31, subì danni da una bomba nel 1945; il campanile venne aggiunto nel 1948, e l'intera struttura venne ampliata nel 1965; fu parrocchiale dal 1968 al 1975, allorché la sede passò alla chiesa di Madonna Bianca. |
|                                             |         | Chiesa di Madonna Bianca                                            | XX secolo         | Madonna Bianca, via Angelo Bettini, 11 46°02′28.61″N 11°07′59.41″E  | Parrocchiale; costruita nel 1974-76. |
|                                             |         | Chiesa di Santa Maria Maddalena                                     | XVII secolo       | San Rocco, via Galassa 46°02′02.26″N 11°08′43.98″E                  | Costruita nel 1676, situata all'interno della proprietà Pedrotti |
|                                             |         | Chiesa di San Rocco                                                 | XX secolo         | Man Sant'Antonio, via Tullio Odorizzi, 45 46°02′34.6″N 11°08′13.5″E | Parrocchiale; costruita tra il 1991 e il 2001 (ma la parrocchia fu attiva già nel 1980, in un locale vicino). |
|                                             |         | Chiesa (o cappella) della Visitazione di Maria, o cappella Rovereti | XVII secolo       | Man Sant'Antonio, via Giuseppe Ferrandi 46°02′33″N 11°08′16.3″E     | Cappella di pertinenza di Villa O' Santissima, costruita verso il 1676 quando questa era ancora chiamata "maso Magor"; nel 1857 venne restaurata grazie ad un lascito testamentario di Giacomo Rovereti de Freiberg, sommo scolastico del Capitolo della cattedrale di Trento; dopo anni di abbandono, nel 2022 è stata restaurata assieme a tutta la villa. |
| Cappelle                                    |         |                                                                     |                   |                                                                     | |
|                                             |         | Cappella di Sant'Antonio Abate                                      | XVII secolo       | Madonna Bianca, piazzale Europa 46°02′27.72″N 11°08′00.01″E         | Edificata su un piccolo sperone roccioso nel 1662; nel 1986 è stata risistemata e riarredata ad opera della famiglia di Giorgio Rizzoli del quartiere di Madonna Bianca. |
| Chiese sconsacrate, abbandonate o scomparse |         |                                                                     |                   |                                                                     | |
|                                             |         | Cappella di Sant'Adalberto                                          | XIX secolo        | Trento, parco Gocciadoro 46°03′29.56″N 11°08′16.26″E                | Costruita nel 1872-73 per volontà dell'avvocato Pietro Bernardelli, in memoria del nipote Adalberto; venne sconsacrata nel 1975 e subì vandalismi e danni da intemperie; è stata restaurata nel 2010-11. |
|                                             |         | Chiesa di Maria Regina                                              | XX secolo         | Man Sant'Antonio, via Giuseppe Ferrandi 46°02′32.3″N 11°08′16.2″E   | Chiesa del complesso di Villa O' Santissima, a cui venne aggiunta dalle religiose di Nostra Signora di Sion quando vi si trasferirono, nel 1960; dopo anni di abbandono e degrado, nel 2021-22 l'edificio, insieme a tutta la villa, è stato restaurato. |
|                                             |         | Chiesa di San Rocco                                                 | Citata XVI secolo | Casteller, Dosso di San Rocco 46°02′04.66″N 11°08′26.22″E           | Edificata dove sorgeva il Castel Cedra, fu distrutta alla fine del XIX secolo per fare spazio al Forte San Rocco. Alla chiesa era annesso un romitorio. |
|                                             |         | Chiesa del Sacro Cuore di Gesù                                      | XX secolo         | Trento, via padre Eusebio Chini 46°03′08.81″N 11°07′52.53″E         | Chiesa di quella che fu la "Casa Sacro Cuore", scuola dei padri dehoniani, costruita nel 1954 su progetto di Guido de Unterrichter (che già aveva firmato quello dell'intero complesso, eretto nel 1934); nel 1995 la scuola passò alla provincia, diventando l'Istituto di formazione professionale "Sandro Pertini". La chiesa, con il suo porticato, è l'unico elemento superstite del complesso, abbattuto nel 2017 e in fase di ricostruzione; già in precedenza sconsacrata e convertita in aula magna, è destinata, al termine dei lavori, all'uso di auditorium e biblioteca. |

## Circoscrizione Povo
| Esterno                                     | Interno | Nome                                                                                             | Periodo storico                                 | Ubicazione                                                       | Informazioni |
| ------------------------------------------- | ------- | ------------------------------------------------------------------------------------------------ | ----------------------------------------------- | ---------------------------------------------------------------- | --- |
|                                             |         | Chiesa di Sant'Agata, o delle Sante Lucia e Agata                                                | Fondata XIV secolo, edificio odierno XVI secolo | Povo, dosso di Sant'Agata 46°04′13.51″N 11°09′28.38″E            | Probabilmente fondata nel XIV secolo, tradizionalmente detta parte di un castello che è documentato dal 1375 e forse costruita reimpiegando un edificio preesistente (ad esempio una torre); venne ricostruita nel 1566, e restaurata varie volte nel corso degli anni. |
|                                             |         | Chiesa di Sant'Antonio di Padova                                                                 | XVIII secolo                                    | Celva, via Celva 46°04′19.2″N 11°10′31.6″E                       | Costruita nel 1769; sebbene dedicata ad Antonio di Padova, la festa più importante è invece quella di Antonio abate, per motivi legati al lavoro agricolo. |
|                                             |         | Chiesa di San Bernardo                                                                           | XX secolo                                       | Passo del Cimirlo, via Eremo 46°04′05.9″N 11°11′14.1″E           | Eretta nel 1973-74 grazie alla collaborazione di un comitato formato dagli ospiti estivi del passo. |
|                                             |         | Chiesa di San Carlo Borromeo, o della Madonna del Carmine                                        | Citata XVIII secolo                             | Oltrecastello, piazza del Sentér 46°04′25.1″N 11°09′36.2″E       | Chiesetta citata nel 1756, di partinenza di una proprietà dei conti Pompeati, ma usata all'epoca dai fedeli della zona circostante; originariamente intitolata alla Madonna del Carmine, che è raffigurata anche nella pala d'altare. |
|                                             |         | Chiesa del Cuore Immacolato di Maria                                                             | XX secolo                                       | Oltrecastello, piazza Oltrecastello 46°04′21.1″N 11°09′44.5″E    | Parrocchiale; edificata nel 1966, è andata a sostituire la chiesa di San Pantaleone. |
|                                             |         | Chiesa di San Francesco d'Assisi                                                                 | XVIII secolo                                    | Gabbiolo, via Gabbiolo 46°03′22.3″N 11°09′12″E                   | Eretta nel 1748 per volontà di Francesco Moser, probabilmente su progetto di Oradini, e poi passata di proprietà alla famiglia Salvadori, che nel 1970 la donò alla parrocchia di Povo. |
|                                             |         | Chiesa della Madonna del Carmelo, o cappella Manci                                               | Attestata XVIII secolo                          | Povo, località Graffiano 46°03′42.5″N 11°08′58.9″E               | Privata, di pertinenza di Villa Manci (ex villa Taxis Bordogna), sicuramente esistente nel 1753; venne gravemente danneggiata durante la prima guerra mondiale. |
|                                             |         | Chiesa di Santa Margherita                                                                       | Attestata XIX secolo                            | Povo, via della Resistenza 46°04′00.3″N 11°09′40.4″E             | Chiesetta privata, situata sui terreni di Villa Lubich (ex Villa Garavaglia); è attestata nel 1882. |
|                                             |         | Chiesa di San Pantaleone                                                                         | Citata XVI secolo                               | Oltrecastello, via Vittorio Marchesoni 46°04′24.8″N 11°09′43.4″E | Citata nel 1579 (all'epoca dedicata ai santi Rocco e Sebastiano), ma certamente edificata prima, probabilmente in periodo altomedievale e in luogo di una preesistente edicola votiva; il campanile venne aggiunto nel 1855-59; dal 1966, complice la costruzione della nuova parrocchiale del Sacro Cuore, la chiesa venne abbandonata e usata come deposito; nel 1992 è stata restaurata ed è avvenuto l'adeguamento liturgico. |
|                                             |         | Chiesa dei Santi Pietro e Andrea                                                                 | Citata XI secolo, edificio odierno XX secolo    | Povo, via don Tommaso Dallafior 46°03′54.3″N 11°09′14.6″E        | Parrocchiale; citata nel 1131, e attestata come pieve dall'inizio del XIV secolo; nel 1819 venne rimaneggiato (o rifatto) il campanile. Un crollo sopra le volte portò alla chiusura della struttura nel 1907, e alla sua demolizione e riedificazione entro il 1910. |
|                                             |         | Chiesa di San Rocco                                                                              | Citata XVI secolo                               | Gabbiolo, via Gabbiolo 46°03′20.4″N 11°09′10.8″E                 | Venne costruita probabilmente come ex voto a seguito dell'epidemia di peste che colpì il Trentino nel 1523-25; la prima citazione risale ad una visita pastorale di Ludovico Madruzzo, in cui viene detta "in condizioni pietose"; due restauri sono documentati nell'Ottocento. |
| Cappelle                                    |         |                                                                                                  |                                                 |                                                                  | |
|                                             |         | Cappella di San Francesco d'Assisi                                                               | XIX secolo                                      | Povo, via Gabbiolo 46°03′39.4″N 11°09′18.8″E                     | Cappella privata di villa Moggioli, già Salvadori, costruita e benedetta nel 1854 per volontà del barone Angelo Salvadori Wiesenhof. |
|                                             |         | Cappella della Beata Maria Vergine, o del Patrocinio della Beata Maria Vergine, o Cappella Manci | XX secolo                                       | Mesiano 46°03′40.37″N 11°08′36.47″E                              | Cappella privata, situata sui terreni di Villa Manci. Costruita nel 1900 al posto di una precedente cappella pubblica franata a seguito di uno smottamento e benedetta il 30 ottobre di quell'anno. |
| Chiese sconsacrate, abbandonate o scomparse |         |                                                                                                  |                                                 |                                                                  | |
|                                             |         | Cappella (o chiesa) del Santissimo Crocefisso, o cappella Manci                                  | XVIII secolo                                    | Mesiano, salita Filippo Manci 46°04′01.8″N 11°08′18.4″E          | Costruita nel 1711 dalla comunità di Povo, e riedificata nel 1751 per volere del conte Filippo Francesco Manci; l'ultimo intervento di conservazione è del 1962, e la cappella risulta ora abbandonata e in stato di degrado. |
|                                             |         | Chiesa di Santa Cristina                                                                         | Citata XIII secolo                              | Località Gionghi                                                 | Chiesa di pertinenza del castello di Pietrapiana, documentata nel 1258; il maniero andò in rovina nel Seicento, e della chiesa non resta alcuna traccia. |
|                                             |         | Cappella della Madonna della Corona (o dell'Addolorata)                                          | XVII secolo                                     | Povo, via Villa Maria, 17 46°03′50″N 11°09′35″E                  | Facente parte del complesso di Villa Maria (ex Villa Ricci), venne costruita nel 1668; era legata ad un "beneficio" voluto da Biagio Ricci nel 1701, col quale si forniva una casa ad un sacerdote che aveva il compito di celebrarvi la Messa giornalmente. È caduta in disuso durante il XX secolo, ed è ora sconsacrata e abbandonata.                                                                                         |
|                                             |         | Chiesa di San Gerolamo                                                                           | XVIII secolo                                    | Ponte Alto, via alla Cascata 70 46°04′28.2″N 11°09′12.5″E        | Settecentesca, di pertinenza di quella che fu la proprietà della famiglia de Battaglia, risultava in pessime condizioni già nel 1905. Nel XXI secolo è stata restaurata e riconvertita in appartamento a destinazione turistica. |
|                                             |         |                                                                                                  |                                                 | Oltrecastello, via alle Volpare 46°04′10.46″N 11°10′01.32″E      | Privata, sul terreno di Maso Borino (ex Maso Manci); utilizzata come deposito/ripostiglio. |

## Circoscrizione Ravina-Romagnano
| Esterno  | Interno | Nome                                     | Periodo storico                                  | Ubicazione                                             | Informazioni |
| -------- | ------- | ---------------------------------------- | ------------------------------------------------ | ------------------------------------------------------ | --- |
|          |         | Chiesa di Sant'Antonio di Padova         | XVII secolo                                      | Belvedere, via per Belvedere 46°02′42.2″N 11°06′18.1″E | Costruita nel 1655 per volontà delle comunità locali, e per interessamento del futuro principe vescovo Francesco Alberti Poja, che aveva possedimenti nella zona; il campanile venne aggiunto solo nel 1856. |
|          |         | Chiesa di Santa Brigida                  | Citata XIV secolo, edificio odierno XVII secolo  | Romagnano, via ai Comuni 46°01′09.2″N 11°06′17.2″E     | Parrocchiale; citata dal 1339, riedificata nel 1639, eretta a parrocchia nel 1920. |
|          |         | Chiesa della Traslazione di Santa Marina | Citata XVIII secolo, edificio odierno XIX secolo | Ravina, via delle Masere, 15 46°02′15.7″N 11°06′25.9″E | Parrocchiale; edificata nel 1784 sul sito di una cappella privata della famiglia Sizzo, questa attestata almeno dal 1743; venne ampliata nel 1799 ed elevata a parrocchia nel 1944. |
| Cappelle |         |                                          |                                                  |                                                        | |
|          |         | Cappella del Crocifisso                  | XX secolo                                        | Romagnano 46°00′51.71″N 11°06′15.03″E                  | Cappella cimiteriale, costruita nel 1925. |
|          |         | Cappella dell'Esaltazione della Croce    | XVIII secolo                                     | Ravina 46°02′05.36″N 11°06′31″E                        | Cappella della torre di Ravina, menzionata a partire dal 1720. |
|          |         | Cappella della Natività di Maria Vergine | Citata XVI secolo, edificio odierno XIX secolo   | Villa Margon 46°01′40.9″N 11°06′05.77″E                | Cappella di Villa Margon, edificata nel 1560, e ricostruita nelle forme odierne neomedievali nel 1868-69. |
|          |         | Cappella (o chiesa) di San Nicolò        | Citata XII secolo, edificio odierno XIX secolo   | Località San Nicolò 46°03′40.6″N 11°06′28.6″E          | Una chiesa sul luogo, legata al lebbrosario di San Nicolò, gestito dai benedettini, venne consacrata dal vescovo Corrado di Beseno nel 1191; nel 1574 venne adibita a lazzaretto; tutto il maso venne abbandonato nel corso del XVIII secolo, la chiesa venne chiusa al culto e, nel 1830, venduta a privati. Il maso venne riacquistato dalla mensa vescovile di Trento sul finire del XIX secolo, che fece ricostruire il luogo di culto, terminato nel 1899; nel 1965-66 l'intero complesso venne restaurato, riparando i danni della seconda guerra mondiale; nel complesso risiede ora la comunità di consacrate "Fraternità Cena Domini". |

## Circoscrizione San Giuseppe-Santa Chiara
| Esterno                                     | Interno | Nome                                                                    | Periodo storico                                  | Ubicazione                                                      | Informazioni |
| ------------------------------------------- | ------- | ----------------------------------------------------------------------- | ------------------------------------------------ | --------------------------------------------------------------- | --- |
|                                             |         | Chiesa dell'Addolorata                                                  | Fondata XIII secolo, edificio odierno XIX secolo | Trento, largo Porta Nuova 46°04′01.7″N 11°07′37.3″E             | Nel 1245 venne eretta sul posto la chiesa di un convento francescano, dedicata a San Francesco, che venne demolita in periodo napoleonico; il convento, superstite, venne affidato nel 1826 alle canossiane, che ricostruirono l'edificio (completato nel 1828) dedicandolo all'Addolorata. Questa seconda chiesa venne adibita a magazzino della Croce Rossa (gran parte del convento divenne invece caserma) tra il 1916 e il 1918, e danneggiata da un bombardamento nel 1945. |
|                                             |         | Chiesa dell'Ausiliatrice                                                | XIX secolo                                       | Trento, via Francesco Barbacovi, 22 46°03′53.7″N 11°07′39.2″E   | Chiesa dell'istituto dei salesiani; costruita nel 1935 al posto di una cappella esistente dall'inizio del Novecento. |
|                                             |         | Chiesa di Sant'Angela Merici                                            | XX secolo                                        | Trento, via Antonio Rosmini, 128 46°03′50.2″N 11°07′08″E        | Chiesa del convento delle orsoline, eretta nel 1927-28. |
|                                             |         | Chiesa di Sant'Antonio di Padova                                        | XX secolo                                        | Bolghera, via Sant'Antonio, 24 46°03′29.1″N 11°07′51.5″E        | Parrocchiale; costruita nel 1956-59. |
|                                             |         | Chiesa di San Bernardino                                                | Fondata XV secolo, edificio odierno XVII secolo  | Trento, belvedere San Francesco 46°03′55.7″N 11°08′05.3″E       | Chiesa del convento francescano di San Bernardino; chiesa e convento vennero fondati nel 1452 in località Ghiaie, ma subirono diverse volte le alluvioni del Fersina e vennero quindi abbandonati e rifondati nel 1690-98 nella sede attuale (recuperando materiali dal vecchio complesso); la chiesa subì diversi rimaneggiamenti e ristrutturazioni nel corso degli anni. |
|                                             |         | Chiesa di Santa Chiara, o di San Michele                                | Citata XII secolo                                | Trento, via Santa Croce 46°03′48.7″N 11°07′25.45″E              | Una prima chiesa sul luogo, dedicata a san Michele Arcangelo, è citata nel 1183; nel 1229 venne assegnata alle clarisse, che costruirono lì un convento, da cui deriva l'intitolazione a santa Chiara. L'edificio venne ampliato nel 1626, e nel 1710 venne aggiunta la penitenzieria. Le clarisse lasciarono il monastero nel 1804; la chiesa fu adibita a magazzino e, nel 1810, aggregata all'ospedale cittadino che era stato organizzato nel convento. L'ospedale cambiò sede nel 1970, e nel 1979 la chiesa venne riacquistata dall'arcidiocesi di Trento, che la fece restaurare e riconsacrare.                                                   |
|                                             |         | Chiesa di Santa Croce                                                   | XIX secolo                                       | Trento, piazza dei Cappuccini 46°04′23.5″N 11°07′43.2″E         | Chiesa del convento cappuccino di Santa Croce alla Spalliera, costruito nel 1842 (prima l'ordine era basato presso l'altra chiesa omonima, in via Santa Croce). La nuova chiesa venne distrutta da un bombardamento già nel 1944, e ricostruita nelle forme attuali nel 1948-50. Fu parrocchiale tra il 1967 e il 2005 (poi fu inglobata in Santi Pietro e Paolo). |
|                                             |         | Chiesa del Sacro Cuore di Gesù                                          | XX secolo                                        | Trento, via Giardini, 36/A 46°04′04.5″N 11°07′56.6″E            | Chiesa dell'istituto dei padri venturini, costruita nel 1935-36; nel 1960 venne aggiunta una cripta per ospitare le spoglie del fondatore dell'ordine Mario Venturini. |
|                                             |         | Chiesa di San Giuseppe                                                  | XX secolo                                        | Trento, via Vittorio Veneto, 18 46°04′25.6″N 11°08′07.54″E      | Parrocchiale; una chiesa provvisoria (ora avente funzione di auditorium e oratorio) venne costruita sul luogo già nel 1936; quella odierna sorse nel 1955-1958. |
|                                             |         | Chiesa dell'Immacolata                                                  | XIX secolo                                       | Trento, Via Cristoforo Madruzzo, 24 46°03′44.4″N 11°07′14.1″E   | Parte del complesso del seminario minore, venne eretta nel 1906-09 per volontà di Celestino Endrici, per commemorare il centenario del dogma dell'Immacolata Concezione; venne chiusa al culto nel 1968 e riaperta nel 1994; dal 2013 è gestita dal Seminario Maggiore Arcivescovile di Trento (mentre il complesso del seminario minore ospita il liceo scientifico "Leonardo da Vinci"). |
|                                             |         | Santuario della Madonna delle Laste, o chiesa della Madonna del Carmelo | XVIII secolo                                     | Laste, piazza Madonna delle Laste, 1 46°04′25.6″N 11°08′07.54″E | Un capitello sul posto, contenente un'immagine della Madonna con Bambino ritenuta miracolosa, esisteva nella metà del XVI secolo; nel 1615 vi venne costruita intorno una prima chiesetta, a cui seguì, nel 1619-20, la struttura odierna, affiancata dal 1924 da un convento dei padri carmelitani. Nel 1651-54 vennero aggiunte due cappelle laterali, e una terza nel 1685. Seguirono la facciata nel 1696, il campanile nel 1699-1713, una quarta cappella nel 1713-14, la cantoria nel 1721. Nel 1810 i carmelitani furono scacciati e il santuario ridotto a magazzino; venne restituito al culto nel 1922, e riconsegnato ai carmelitani nel 1941. |
|                                             |         | Chiesa di Maria Bambina                                                 | Fondata XIX secolo, edificio odierno XX secolo   | Trento, via Borsieri, 4 46°03′54.2″N 11°07′13.1″E               | Chiesa dell'istituto delle suore di Maria Bambina; una prima struttura venne eretta nel 1896; venne distrutta da un bombardamento aereo nel 1944, e ricostruita nelle forme attuali nel 1949-52. |
|                                             |         | Chiesa di San Pio X                                                     | XX secolo                                        | Trento, via San Pio X, 34 46°03′16.5″N 11°07′09.5″E             | Parrocchiale; costruita nel 1971-74 (la parrocchia era già stata istituita nel 1966). |
|                                             |         | Chiesa del Redentore                                                    | XIX secolo                                       | Trento, via Cristoforo Madruzzo 46°03′53.2″N 11°07′03.8″E       | Cimiteriale; costruita assieme al cimitero monumentale di Trento, dentro il quale si trova, nel 1853-57. |
|                                             |         | Chiesa della Regina degli Angeli                                        | XX secolo                                        | Trento, corso III Novembre, 46 46°03′42.1″N 11°07′22.1″E        | Chiesa del seminario maggiore arcivescovile (contro cui è appoggiata, essendo quindi priva di facciata); l'intero complesso è stato edificato nel 1907-09. |
|                                             |         | Chiesa del Santissimo Sacramento                                        | XX secolo                                        | Trento, corso III Novembre 46°03′44.63″N 11°07′24.82″E          | Parrocchiale; la costruzione iniziò nel 1912, si interruppe a causa della guerra tra il 1914 e il 1925, e si concluse nel 1927; tra il 1943 e il 1947 la chiesa venne adibita a magazzino per cereali con annesso anche un mulino, e venne anche danneggiata da un bombardamento; restaurata, venne riaperta al culto nel 1948; è parrocchiale dal 1963. |
|                                             |         | Chiesa dello Sposalizio di Maria Vergine                                | XIX secolo                                       | Trento, via San Bernardino 46°03′50.7″N 11°07′44.5″E            | Parrocchiale; costruita nel 1896-98 per gli stimmatini; è parrocchiale dal 1960. |
| Cappelle                                    |         |                                                                         |                                                  |                                                                 | |
|                                             |         | Cappella di San Giovanni Battista                                       | XIX secolo                                       | Trento, piazza di Fiera, 11 46°03′54.69″N 11°07′30.5″E          | Parte del Palazzo Arcivescovile, a cui venne aggiunta con la riedificazione del 1873 (all'epoca era di proprietà dei baroni Ceschi). |
|                                             |         | Cappella dell'Immacolata                                                | XX secolo                                        | Trento, via Celestino Endrici, 23 46°03′42″N 11°07′16.6″E       | Cappella dell'istituto scolastico paritario "Collegio Arcivescovile Celestino Endrici", eretta nel 1957-58. |
| Chiese sconsacrate, abbandonate o scomparse |         |                                                                         |                                                  |                                                                 | |
|                                             |         | Cappella del Buon Pastore                                               | XIX secolo                                       | Trento, largo Luigi Pigarelli 46°03′56.39″N 11°07′37.24″E       | Cappella dell'ex carcere di Trento, risalente al 1881; la struttura, chiusa dopo lo spostamento della casa circondariale a Spini di Gardolo, è stata destinata alla demolizione. |
|                                             |         | Chiesa di Santa Croce                                                   | Fondata XII secolo, edificio odierno XX secolo   | Trento, via Santa Croce 46°03′45.96″N 11°07′25.87″E             | Parte di un complesso monastico fondato verso il 1183 e affidato ai crocigeri, e passato nel 1598 ai cappuccini, che vi rimasero fino al 1942 (tranne una parentesi napoleonica tra nel 1810-14); in quell'anno i monaci si spostarono in nuovo convento alla Spalliera e la chiesa venne sconsacrata e ceduta al comune. Dal 1986 è di proprietà dell'Istituto Trentino di Cultura e dal 2007 della Fondazione Bruno Kessler, e usata come aula per conferenze. |
|                                             |         | Chiesa del Redentore                                                    | XIX secolo                                       | Trento, via San Giovanni Bosco 46°03′52.43″N 11°07′34.84″E      | In origine parte di un istituto vescovile per sordomuti fondato da Giovanni Nepomuceno de Tschiderer; abbandonata verso la fine del XX secolo, è caduta in grave degrado fino al restauro, in corso a dicembre 2020, dopo il quale verrà convertita in spazio per eventi culturali di proprietà della Civica di Trento. |

## Circoscrizione Sardagna
| Esterno  | Interno | Nome                                                | Periodo storico | Ubicazione                                                         | Informazioni |
| -------- | ------- | --------------------------------------------------- | --------------- | ------------------------------------------------------------------ | --- |
|          |         | Chiesa (o cappella) di Santa Chiara                 | XX secolo       | Candriai, strada di Candriai 46°03′41.2″N 11°04′53.6″E             | Realizzata negli anni cinquanta recuperando un'antica malga.                                                                                        |
|          |         | Chiesa dei Santi Filippo e Giacomo                  | XVIII secolo    | Sardagna, piazza Santi Filippo e Giacomo 46°03′48.6″N 11°05′48.4″E | Parrocchiale; costruita tra il 1736 e il 1742 per sostituire la chiesa omonima, troppo piccola. Ampliata nel 1860, elevata a parrocchiale nel 1910. |
|          |         | Chiesa dei Santi Filippo e Giacomo                  | XI secolo       | Sardagna, via alla Cesa Vecia 46°03′42.1″N 11°06′07.8″E            | Cimiteriale; fondata nell'XI secolo, ampliata nel 1496-99.                                                                                          |
|          |         | Chiesa della Madonna della Neve                     | XX secolo       | Vaneze, strada di Còrno 46°02′59.62″N 11°04′24.42″E                | Costruita nel 1929-30, situata a 1.320 di quota; è stata restaurata nel 2016-17.                                                                    |
| Cappelle |         |                                                     |                 |                                                                    | |
|          |         | Cappella di Sant'Antonio di Padova                  | XVIII secolo    | Località Sant'Antonio, via Mandolare 46°04′14.77″N 11°06′11.11″E   | Costruita nel 1749; privata, di pertinenza della vicina Villa Sant'Antonio.                                                                         |
|          |         | Cappella di San Rocco, o dei Santi Caterina e Rocco | XIX secolo      | Sardagna, strada alla Funivia 46°03′56.8″N 11°05′56.4″E            | Costruita a seguito dell'epidemia di colera del 1836, i lavori terminarono nel 1843; ampliata nel 1907.                                             |

## Circoscrizione Villazzano
| Esterno  | Interno | Nome                                                                  | Periodo storico                                | Ubicazione                                                       | Informazioni |
| -------- | ------- | --------------------------------------------------------------------- | ---------------------------------------------- | ---------------------------------------------------------------- | --- |
|          |         | Chiesa della Madonna di Loreto o santuario della Madonna della Grotta | XVII secolo                                    | Località Grotta 46°02′42.4″N 11°08′59.5″E                        | Costruita nel 1623 con le stesse misure della Santa Casa di Loreto. |
|          |         | Chiesa di Santo Stefano                                               | Citata XVI secolo, edificio odierno XIX secolo | Villazzano, via dei Colli 46°02′57.9″N 11°08′39.1″E              | Una chiesetta sul posto, intitolata all'Invenzione di Santo Stefano Protomartire, venne costruita nel 1567; demolita e ricostruita nel 1710, poi ancora nel 1801-03; elevata a parrocchiale nel 1907 e fino al 2000. |
|          |         | Chiesa di Santo Stefano                                               | XXI secolo                                     | Villazzano, via dei Colli 46°02′57.71″N 11°08′39.86″E            | Nuova parrocchiale, costruita tra il 2000 e il 2003 a fianco della precedente omonima. |
| Cappelle |         |                                                                       |                                                |                                                                  | |
|          |         | Cappella della Vergine                                                |                                                | Villazzano, via della Villa Parolari 46°02′41.47″N 11°08′49.35″E | Cappella di villa Parolari. |